# Norephedrin
Norephedrin bzw. Phenylpropanolamin (INN) ist ein Sympathomimetikum, das zur Gruppe der Amphetamine gehört. Es ist dabei besonders dem Ephedrin sehr ähnlich, sowohl chemisch als auch in seiner Wirkung.

## Isomerie
Phenylpropanolamin hat zwei Stereozentren, folglich gibt es insgesamt vier Stereoisomere der Verbindung.
Als L- bzw. (−)-Norephedrin bezeichnet man das (1R,2S)-Isomer. Das (1S,2S)-Isomer wird Cathin („Pseudonorephedrin“) genannt. Den beiden anderen Isomeren [(1S,2R)- und (1R,2R)-Phenylpropanolamin] kommt keine Bedeutung zu.
In Fertigarzneimitteln wird das Racemat aus (1R,2S)- und (1S,2R)-Phenylpropanolamin [(±)-Norephedrin] oder dessen Hydrochlorid eingesetzt.
| Stereoisomere von Phenylpropanolamin |                               |                                |                                     |                                     |
| Name                                 | (1R,2S)-Phenylpropanolamin    | (1S,2R)-(+)-Phenylpropanolamin | (1S,2S)-(+)-Phenylpropanolamin      | (1R,2R)-Phenylpropanolamin          |
| Andere Namen                         | L-Norephedrin (−)-Norephedrin | D-Norephedrin (+)-Norephedrin  | (+)-Norpseudoephedrin Cathin        | (−)-Norpseudoephedrin               |
| Strukturformel                       |                               |                                |                                     |                                     |
| CAS-Nummer                           | 492-41-1                      | 37577-28-9                     | 492-39-7                            | 37577-07-4                          |
| CAS-Nummer                           | 14838-15-4 [(±)-Norephedrin]  | 14838-15-4 [(±)-Norephedrin]   | 36393-56-3 [(±)-Norspeudoephedrin]  | 36393-56-3 [(±)-Norspeudoephedrin]  |
| CAS-Nummer                           | 48115-38-4 (unspez.)          |                                |                                     |                                     |
| EG-Nummer                            | 207-755-7                     | 628-077-1                      | 207-754-1                           | 636-436-9                           |
| EG-Nummer                            | 238-900-2 [(±)-Norephedrin]   | 238-900-2 [(±)-Norephedrin]    | 253-014-6 [(±)-Norspeudoephedrin]   | 253-014-6 [(±)-Norspeudoephedrin]   |
| ECHA-Infocard                        | 100.007.051                   | 100.156.379                    | 100.007.050                         | 100.164.234                         |
| ECHA-Infocard                        | 100.035.349 [(±)-Norephedrin] | 100.035.349 [(±)-Norephedrin]  | 100.048.179 [(±)-Norspeudoephedrin] | 100.048.179 [(±)-Norspeudoephedrin] |
| PubChem                              | 10297                         | 26934                          | 441457                              | 162265                              |
| PubChem                              | 4786 (unspez.)                |                                |                                     |                                     |
| Wikidata                             | Q26840801                     | Q413147                        | Q423797                             | Q6456100                            |
| Wikidata                             | Q59627745 [(±)-Norephedrin]   | Q59627745 [(±)-Norephedrin]    | Q59628358 [(±)-Norspeudoephedrin]   | Q59628358 [(±)-Norspeudoephedrin]   |

## Verwendung
Norephedrin findet heute hauptsächlich Verwendung als Arzneistoff in rezeptpflichtigen Anorektika (Appetitzügler), da es wie alle Amphetamine appetithemmend wirkt.
Außerdem wird es in Kombinationspräparaten zur Linderung der Symptome grippaler Infektionskrankheiten eingesetzt, da zum einen die gefäßverengende Wirkung ein Abschwellen der Nasenschleimhäute fördert und zum anderen das Herz-Kreislaufsystem leicht angeregt wird.  
Der Einsatz als Medikament  ist jedoch umstritten, da beim Norephedrin die Wirkung auf den Kreislauf besonders ausgeprägt ist und daher Herzrhythmusstörungen bis hin zu Herzinfarkten auftreten können. Norephedrin wird ähnlich wie Ephedrin und andere Amphetaminderivate oft als Doping- oder Rauschmittel missbraucht. Ebenfalls verwendet wird Norephedrin teilweise bei der illegalen Amphetaminsynthese, da sich beide Stoffe chemisch sehr ähneln. In der chemischen Industrie wird Norephedrin in der Racematspaltung von Carbonsäuren nach der Diastereomeren-Methode eingesetzt.
In der Tiermedizin wird Norephedrin zur Behandlung von Blasenschwäche bei Hündinnen eingesetzt, da die sympathomimetische Wirkung zu einer verstärkten Aktivierung des Blasenschließmuskels führt.

## Rechtliches
Aufgrund seiner Eignung als Ausgangsstoff in der Amphetaminsynthese gehört Norephedrin in Deutschland und der EU zur Kategorie I der überwachten Chemikalien nach dem Grundstoffüberwachungsgesetz. Das bedeutet, dass die Herstellung, der Handel sowie die Ein- oder Ausfuhr ohne Genehmigung strafbar ist.

## Handelsnamen
Monopräparate
Boxogetten (D), Recatol mono (D), Propalin-Sirup (Tiermedizin, D)
Kombinationspräparate
Antiadipositum (D), Basoplex (D), Wick Daymed Erkältungs-Kapseln (D)